# Jean-Emmanuel Effa-Owona
Pour les articles homonymes, voir Effa et Owona.
Jean-Emmanuel Effa-Owona, né le 26 décembre 1983 à Ikbongo, est un footballeur international camerounais. Il signe le dernier jour du mercato 2008 au FC Metz.
Mais n'y reste qu'une partie de la saison avant de résilier son contrat avec le club.

## Carrière

### Professionnelle
- 2002-2003 : Altay SK ( Turquie)
- 2003-2004 : Elaziğspor K ( Turquie)
- 2004-2005 : Ankaragücü ( Turquie)
- 2005-janvier 2006 : Malatyaspor ( Turquie)
- Janvier 2006-2006 : LB Châteauroux ( France) (en prêt)
- 2006-janvier 2007 : Malatyaspor ( Turquie)
- Janvier-août 2007 : US Créteil-Lusitanos ( France)
- Septembre 2007-début 2008 : FC Metz ( France)
- 2008-2011 : Al-Sailiya Sports Club ( Qatar)
- 2011-2015 : RC.Nilvange  ( France)

### Internationale
Effa-Owona a déjà été appelé dans le groupe des Lions Indomptables par Artur Jorge quand il était en sélectionneur (2005-2006) et compte une sélection.